# Echinodictyum cancellatum
Echinodictyum cancellatum är en svampdjursart som först beskrevs av Jean-Baptiste Lamarck 1814.  Echinodictyum cancellatum ingår i släktet Echinodictyum och familjen Raspailiidae. Inga underarter finns listade i Catalogue of Life.